# Tiroteo de Nkoranza
El tiroteo de Nkoranza ocurrió el 17 de mayo de 2022, cuando una persona fue asesinada a tiros por el personal de seguridad en Nkoranza, en la región de Bono Oriental de Ghana, y otras nueve resultaron heridas cuando los jóvenes de la zona se desataron y atacaron la sede de la Policía Municipal.

## Tiroteo
El incidente fue provocado por el presunto asesinato de Albert Donkor, un comerciante de 28 años a manos de la policía mientras estaba bajo custodia. El 25 de abril de 2022, Albert Donkor fue arrestado en Kasadjan en la casa de su madre. El Comando de la Policía Municipal de Nkoranza afirmó que era un ladrón armado que murió durante el intercambio de armas de fuego con ellos. Más tarde, su familia refutó las afirmaciones y dijo que la policía lo recogió de su casa bajo su custodia, donde falleció. Oliver Barker-Vormawor afirmó que la madre de Albert Donkor lo visitó y lo vio escribir su declaración y recibió un disparo dos horas después de que ella se fuera. Dijo que la policía tomó intencionalmente a Albert Donkor en su vehículo y lo mató a tiros. Supuestamente dijo que Albert Donkor presenció a agentes de policía cometiendo un robo y fue a informar a la policía que causó su muerte. Los jóvenes de la comunidad llevaban brazaletes rojos, bloquearon algunas carreteras, lanzaron piedras, palos, incendiaron neumáticos de automóviles usados y destruyeron propiedades, mientras que la policía disparó balas de goma reales y disparos de advertencia. Los jóvenes destruyeron la estación de policía del distrito de Nkoranza.

## Perpetradores
Kwasi Adu-Gyan, el ministro Regional de Bono Oriental, afirmó que no sabía quién dio a la Policía la orden de disparar y matar durante el enfrentamiento. Admitió que pidió refuerzos cuando el joven atacó la estación de policía de Nkoranza para rescatar a sus oficiales.

## Víctimas
Uno de los manifestantes, Victor Kwaku Owusu, falleció mientras recibía tratamiento en el hospital después de recibir un disparo en la cabeza.

## Consecuencias
Los jóvenes de la comunidad liberaron a otros sospechosos que fueron detenidos por la policía junto con Albert Donkor bajo la acusación de ser ladrones armados. Posteriormente, la policía detuvo a dos personas implicadas en el ataque. La policía volvió a arrestar a un sospechoso de asesinato que escapó durante el caos. DCOP Kwesi Ofori dijo en un comunicado que «personas adicionales han sido arrestadas en relación con los disturbios, lo que eleva el número total de personas arrestadas a cinco».
Personal de la policía y el ejército estuvieron presentes en las calles principales de Nkoranza para detener cualquier otra pelea entre la policía y los jóvenes de la comunidad. La policía en un comunicado dijo que la situación estaba bajo control y que se restableció la calma para dar paso a las actividades normales.

## Investigación
Nana Kwame Baffoe, quien es el Jefe del Área Tradicional de Nkoranza, pidió una investigación rápida sobre el asesinato de Albert Donkor.
La Iniciativa de Derechos Humanos del Commonwealth pidió al Gobierno de Ghana que realizara una investigación independiente sobre la muerte de Albert Donkor.